# Antonio González Ruiz
Antonio González Ruiz (Corella, 21 luglio 1711 – Madrid, 1º aprile 1788) è stato un pittore spagnolo, inizialmente di stile barocco (classificabile come rococò) che ha incorporato maggiore importanza il neoclassicismo a partire dalla seconda metà del XVIII secolo. Fu pittore di corte di Ferdinando VI e Carlo III.

## Biografia
Figlio di un modesto pittore della Navarra a quindici anni si trasferì alla corte, dove entrò nel laboratorio di Michel-Ange Houasse, di cui divenne allievo durante gli ultimi anni di vita di quest'ultimo. Completò la sua formazione tra il 1732 e il 1737 in un viaggio attraverso la Francia e l'Italia. Al suo ritorno a Madrid entrò nel circolo artistico dello scultore Giovanni Domenico Olivieri e nel 1739 ottenne il titolo di Pittore del Re. Nel 1744 divenne uno dei sei maestri della pittura alla Real Academia de Bellas Artes de San Fernando di Madrid, dirigendo la sezione di pittura con Louis-Michel van Loo. Nel 1768 diventò direttore dell'istituto e nello stesso anno venne nominato professore presso la Real Academia de Bellas Artes de San Carlos a Valencia.

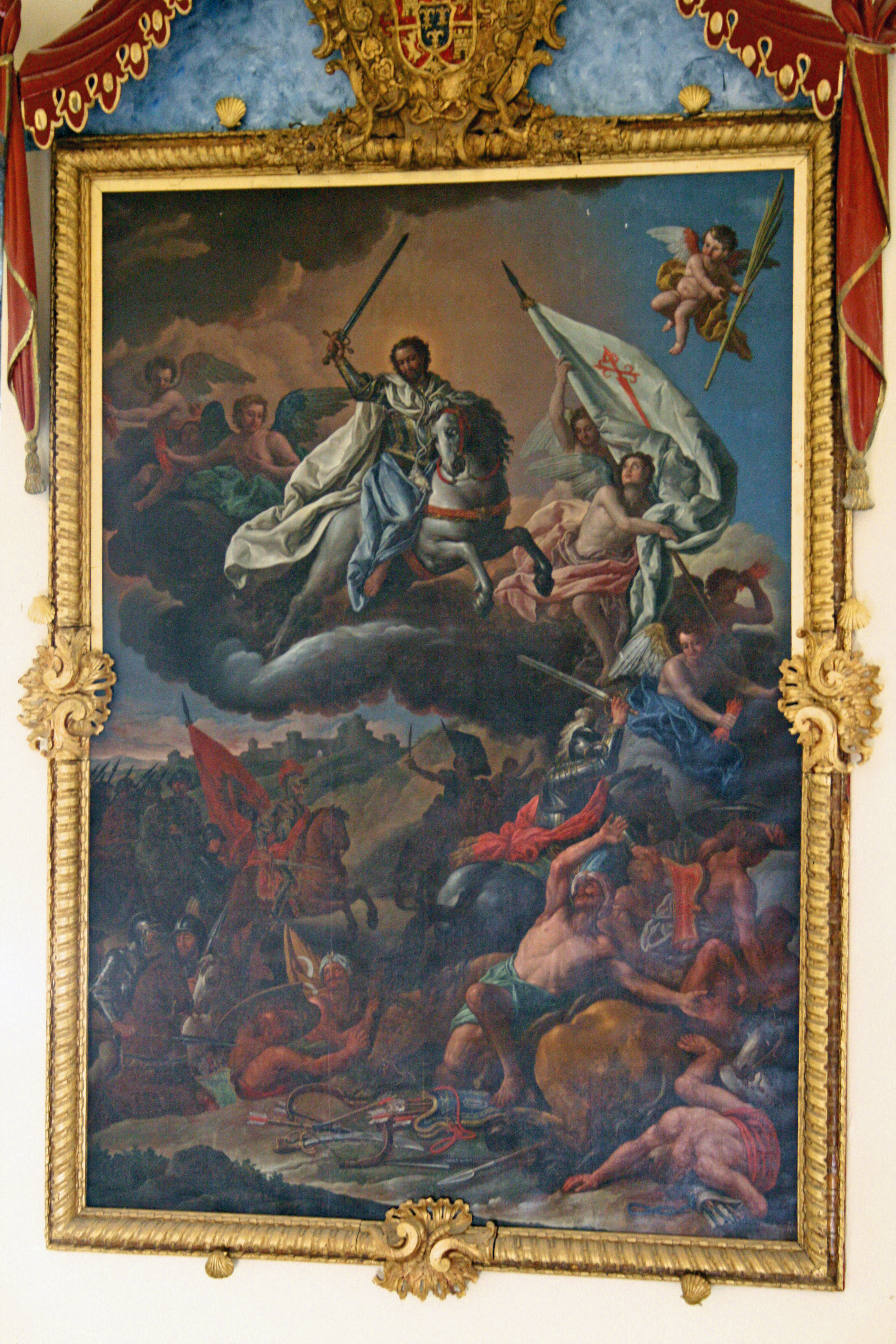
La Aparición del Apóstol Santiago en la Batalla de Clavijo, scala principale del Monastero di Uclés.
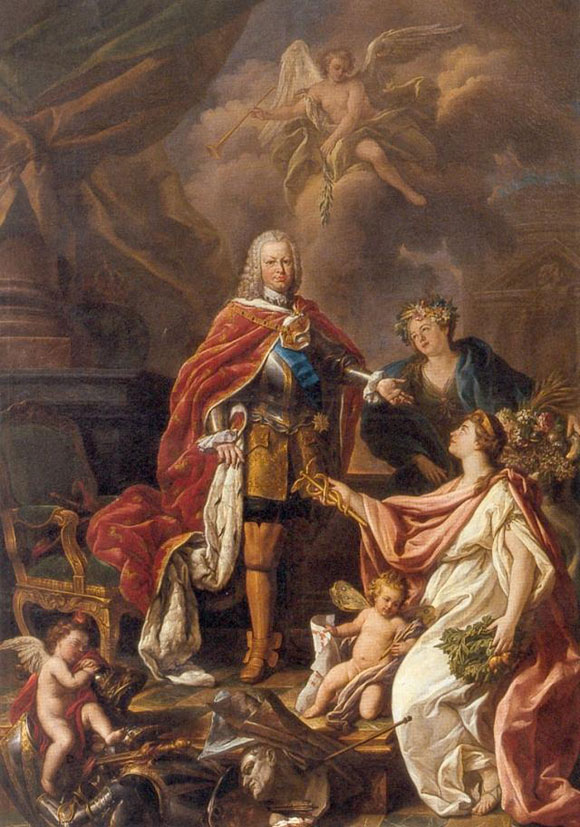
Fernando VI como protector de las artes y las ciencias (1754), Real Academia de Bellas Artes de San Fernando.
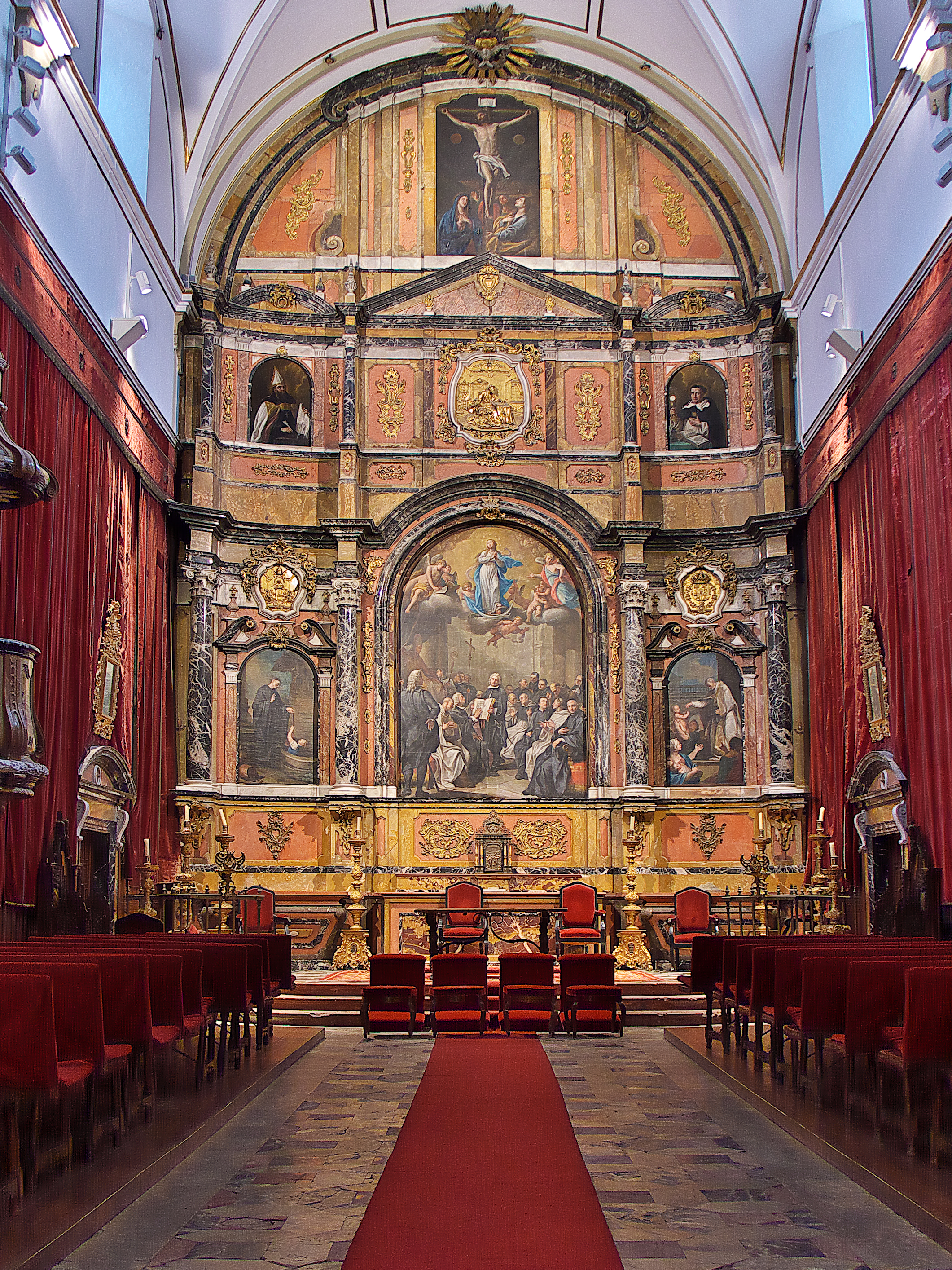
Cappella delle Escuelas Mayores, Salamanca.
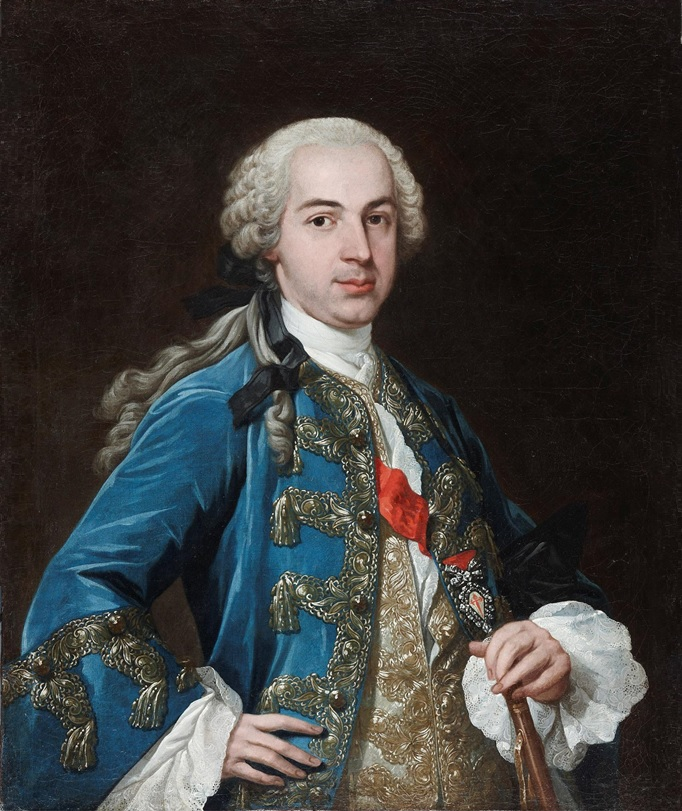
Ritratto di un cavaliere dell'Ordine di Santiago.
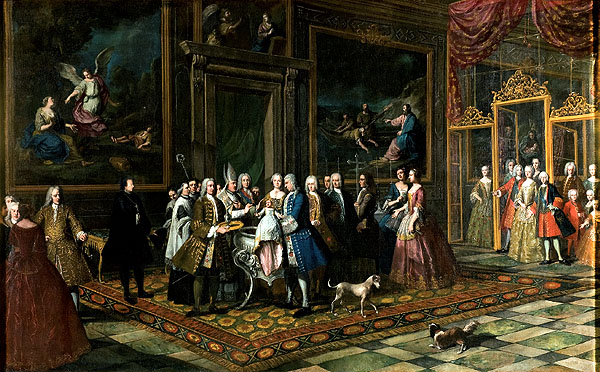
Battesimo della infanta Isabella nel Palazzo del Buon Ritiro, 1742 circa.